# Storms in Africa
Storms in Africa è una canzone della cantante e musicista irlandese Enya, pubblicata nel 1989 come terzo singolo estratto dall'album Watermark.

## Il Singolo

### Tracce
Testi di Roma Ryan, musiche di Enya.
1. Storms in Africa, Pt. 2 – 3:02
2. Storms in Africa, Pt.1 – 4:02

### Descrizione
La canzone è stata originariamente pubblicata come ultima traccia dell'album Watermark in gaelico. Ma al momento della pubblicazione del singolo Enya realizzò una nuova versione in Inglese, utilizzata anche nel video musicale. Per un periodo Watermark ha contenuto entrambe le versioni della canzone, ma oggi le ristampe dell'album comprendono solo la versione originale.
La canzone è stata usata insieme al brano strumentale Watermark nella colonna sonora del film di Peter Weir Green Card - Matrimonio di convenienza (1990)

### Video
Nel video musicale Enya canta con delle bambine su uno sfondo del deserto africano. Successivamente alla figura della cantante si alternano immagini di elefanti, leoni, gazzelle, aquile e altri animali della savana finché un gruppo di suonatori non scandisce il tempo della canzone con i loro tamburi.
Nel complesso il video richiama l'atmosfera esotica della savana con gli animali e le popolazioni che la abitano, mentre l'idea della tempesta è data da effetti sonori presenti nella canzone stessa.

## Successo

### Piazzamenti in Classifica
| Paese                | Posizione |
| -------------------- | --------- |
| Classifica Irlandese | 12        |
| Classifica Inglese   | 41        |

### Classifiche di Fine Anno
| Paese (Anno)                           | Posizione |
| -------------------------------------- | --------- |
| Billboard New Age Digital Songs (2010) | 17        |